# 中山紀念林
24°26′14″N 118°21′13″E / 24.43726°N 118.35348°E

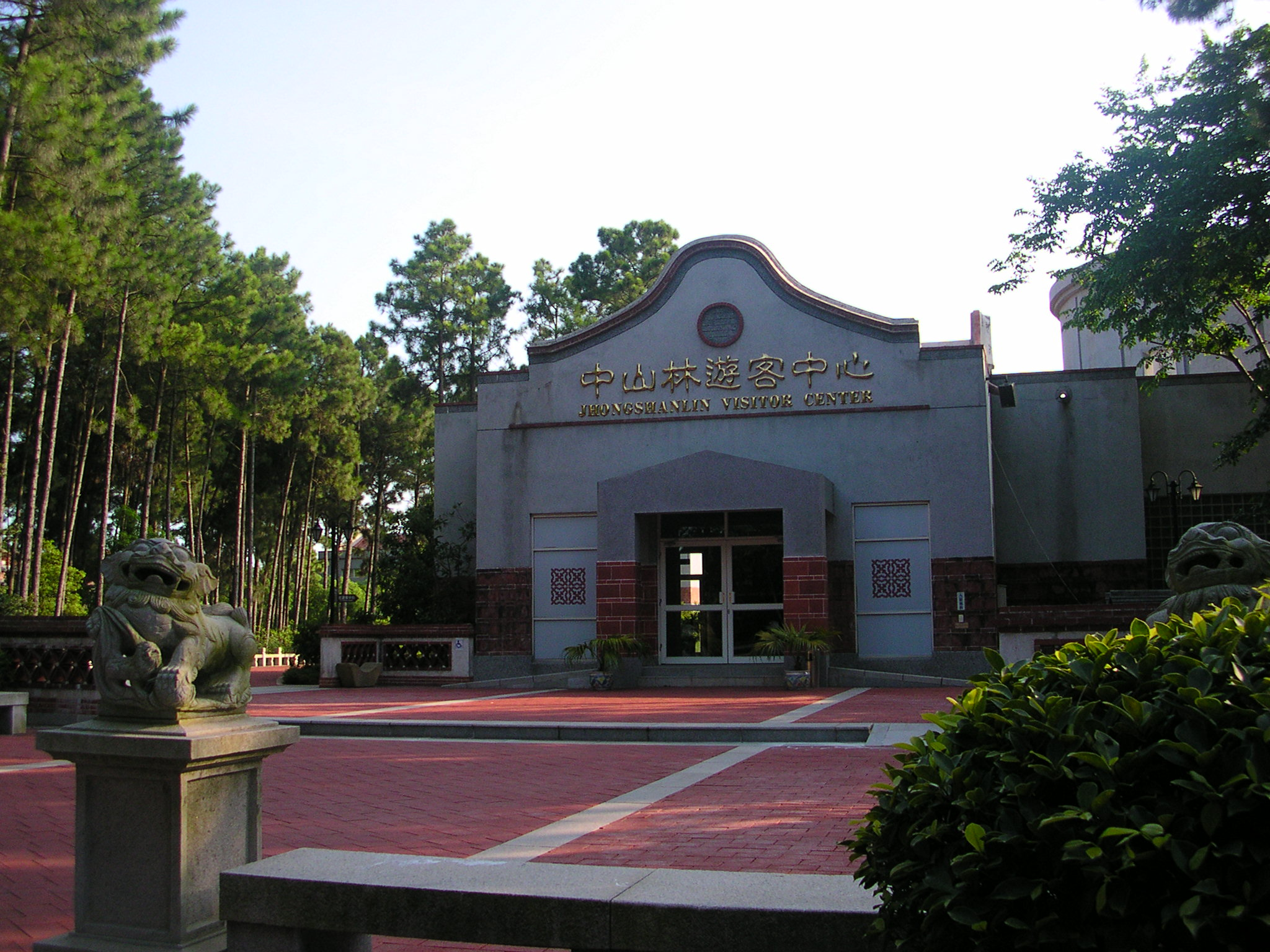
中山林遊客中心

中山紀念林是首個於金門縣設立的森林遊樂區，位置在金門島中間昔果山和雙乳山之間、中央公路（伯玉路）旁，佔地約100公頃，現已納入金門國家公園範圍內。

## 林區
林區為高聳松樹，亦規劃一些露營區。林區內有乳門堡壘、高射砲、戰鬥機和戰車陳列區，為1950年代金門砲戰添上史實紀錄。

## 蔣經國先生紀念館
蔣經國先生紀念館在中山紀念林北端，為傳統四合院建築。館內陳列著已故中華民國總統蔣經國的著名手跡，還有歷史照片和文物。

## 參看
- 各地的中山公園
- 金門國家公園